# 港南 (横浜市)
港南（こうなん）は、横浜市港南区の町名。現行行政地名は港南一丁目から六丁目。住居表示実施済み区域。

## 地理
港南区北東部に位置する。北西側が北から一丁目 - 三丁目、南東側が北から四丁目 - 六丁目となっている。一丁目 - 三丁目と四丁目 - 六丁目の間には港南中央通があり、直接接していない。町の多くは丘陵地の住宅地となっており、二丁目には京急自動車学校、四丁目には横浜刑務所、五丁目には横浜市立南台小学校と笹下中学校がある。

### 面積
面積は以下の通りである。
| 丁目       | 面積（km²） |
| ---------- | ----------- |
| 港南一丁目 | 0.194       |
| 港南二丁目 | 0.240       |
| 港南三丁目 | 0.173       |
| 港南四丁目 | 0.184       |
| 港南五丁目 | 0.141       |
| 港南六丁目 | 0.199       |
| 計         | 1.131       |

### 地価
住宅地の地価は、2025年（令和7年）1月1日の公示地価によれば、港南二丁目30-7の地点で19万5000円/m²となっている。

## 歴史

### 沿革
1972年（昭和47年）6月5日の住居表示実施に伴い、笹下町・上大岡町・日野の一部から新設された。町名は、地元の要望により、区名から採られた。

### 町名の変遷
| 実施後     | 実施年月日               | 実施前（各町名ともその一部） |
| ---------- | ------------------------ | ---------------------------- |
| 港南一丁目 | 1972年（昭和47年）6月5日 | 笹下町、上大岡町（各一部）   |
| 港南二丁目 | 1972年（昭和47年）6月5日 | 笹下町（一部）               |
| 港南三丁目 | 1972年（昭和47年）6月5日 | 笹下町、日野町（各一部）     |
| 港南四丁目 | 1972年（昭和47年）6月5日 | 笹下町、上大岡町（各一部）   |
| 港南五丁目 | 1972年（昭和47年）6月5日 | 笹下町（一部）               |
| 港南六丁目 | 1972年（昭和47年）6月5日 | 笹下町（一部）               |

## 世帯数と人口
2025年（令和7年）6月30日現在（横浜市発表）の世帯数と人口は以下の通りである。
| 丁目       | 世帯数    | 人口     |
| ---------- | --------- | -------- |
| 港南一丁目 | 1,615世帯 | 2,962人  |
| 港南二丁目 | 2,062世帯 | 4,406人  |
| 港南三丁目 | 1,112世帯 | 2,174人  |
| 港南四丁目 | 846世帯   | 1,479人  |
| 港南五丁目 | 834世帯   | 1,557人  |
| 港南六丁目 | 1,621世帯 | 3,144人  |
| 計         | 8,090世帯 | 15,722人 |

### 人口の変遷
国勢調査による人口の推移。
| 年                 | 人口   |
| ------------------ | ------ |
| 1995年（平成7年）  | 16,032 |
| 2000年（平成12年） | 16,174 |
| 2005年（平成17年） | 17,441 |
| 2010年（平成22年） | 16,821 |
| 2015年（平成27年） | 16,665 |
| 2020年（令和2年）  | 16,560 |

### 世帯数の変遷
国勢調査による世帯数の推移。
| 年                 | 世帯数 |
| ------------------ | ------ |
| 1995年（平成7年）  | 6,033  |
| 2000年（平成12年） | 6,131  |
| 2005年（平成17年） | 6,359  |
| 2010年（平成22年） | 6,554  |
| 2015年（平成27年） | 6,812  |
| 2020年（令和2年）  | 7,236  |

## 学区
市立小・中学校に通う場合、学区は以下の通りとなる（2024年11月時点）。
| 丁目       | 番地                                           | 小学校               | 中学校             |
| ---------- | ---------------------------------------------- | -------------------- | ------------------ |
| 港南一丁目 | 21番17〜28号 22番                              | 横浜市立下永谷小学校 | 横浜市立港南中学校 |
| 港南一丁目 | 1〜2番 4番〜13番1号 13番9号〜最終号            | 横浜市立南台小学校   | 横浜市立港南中学校 |
| 港南一丁目 | 3番 13番2〜8号 14番〜21番16号 21番29号〜最終号 | 横浜市立相武山小学校 | 横浜市立港南中学校 |
| 港南二丁目 | 全域                                           | 横浜市立相武山小学校 | 横浜市立港南中学校 |
| 港南三丁目 | 全域                                           | 横浜市立相武山小学校 | 横浜市立港南中学校 |
| 港南四丁目 | 全域                                           | 横浜市立南台小学校   | 横浜市立笹下中学校 |
| 港南五丁目 | 全域                                           | 横浜市立南台小学校   | 横浜市立笹下中学校 |
| 港南六丁目 | 全域                                           | 横浜市立南台小学校   | 横浜市立笹下中学校 |

## 事業所
2021年（令和3年）現在の経済センサス調査による事業所数と従業員数は以下の通りである。
| 丁目       | 事業所数  | 従業員数 |
| ---------- | --------- | -------- |
| 港南一丁目 | 32事業所  | 109人    |
| 港南二丁目 | 46事業所  | 285人    |
| 港南三丁目 | 41事業所  | 597人    |
| 港南四丁目 | 33事業所  | 1,437人  |
| 港南五丁目 | 45事業所  | 325人    |
| 港南六丁目 | 37事業所  | 230人    |
| 計         | 234事業所 | 2,983人  |

### 事業者数の変遷
経済センサスによる事業所数の推移。
| 年                 | 事業者数 |
| ------------------ | -------- |
| 2016年（平成28年） | 237      |
| 2021年（令和3年）  | 234      |

### 従業員数の変遷
経済センサスによる従業員数の推移。
| 年                 | 従業員数 |
| ------------------ | -------- |
| 2016年（平成28年） | 1,596    |
| 2021年（令和3年）  | 2,983    |

## 交通
一丁目北東部は上大岡駅、一丁目〜三丁目南部と四丁目〜六丁目北部は港南中央駅が最寄り駅となるが、いずれも上大岡駅も徒歩圏内となる。三丁目には室の木坂を通り南高校前方面、五丁目・六丁目の境の桜坂には洋光台方面への路線バスが通る。四丁目南部は、近くの笹下釜利谷道路を通る路線バスが利用できる。

## 施設
- 港南区役所
- 横浜刑務所
- 京急自動車学校

## その他

### 日本郵便
- 郵便番号 : 233-0003[3]（集配局：港南郵便局[18]）

### 警察
町内の警察の管轄区域は以下の通りである。
| 丁目       | 番・番地等 | 警察署     | 交番・駐在所   |
| ---------- | ---------- | ---------- | -------------- |
| 港南一丁目 | 全域       | 港南警察署 | 南高校前交番   |
| 港南二丁目 | 全域       | 港南警察署 | 南高校前交番   |
| 港南三丁目 | 全域       | 港南警察署 | 上大岡駅前交番 |
| 港南四丁目 | 全域       | 港南警察署 | 上大岡駅前交番 |
| 港南五丁目 | 全域       | 港南警察署 | 上大岡駅前交番 |
| 港南六丁目 | 全域       | 港南警察署 | 上大岡駅前交番 |

## 参考資料
- 『県別マップル 神奈川県広域・詳細道路地図』2006年4刷 昭文社 ISBN 9784398626998